# Salon Bitten
|  | Denne artikel er oprettet af botten PalnaBot ud fra en ekstern database. Den kan derfor have sproglige fejl eller mangler. Denne skabelon kan fjernes efter kontrol af indholdet. |

Salon Bitten er en kortfilm fra 1999 instrueret af Christian Dyekjær efter eget manuskript.

## Handling
En lille historie om hvordan håbet om kærligheden også kan have sin egen ukuelige vilje.